# CD Elá Nguema
Pour les articles homonymes, voir Nguema.
Maillots
Le CD Elá Nguema est un club de football équatoguinéen basé à Malabo et fondé en 1976. C'est le club le plus titré du pays, avec 16 victoires en championnat national et 7 Coupe de Guinée équatoriale.

## Palmarès
- Championnat de Guinée équatoriale (16) 
  - Champion : 1984, 1985, 1986, 1987, 1988, 1989, 1990, 1991, 1998, 2000, 2002, 2009, 2011, 2012, 2014, 2016

- Coupe de Guinée équatoriale (7) 
  - Vainqueur : 1980, 1981, 1982, 1983, 1992, 1997, 2004
  - Finaliste : 2002

- Supercoupe de Guinée équatoriale (2) 
  - Vainqueur : 2011, 2016
  - Finaliste : 2014